# Newlands (Afrique du Sud)
Pour les articles homonymes, voir Newlands.
Newlands (Nuweland en afrikaans) est une banlieue chic et aisée de la ville du Cap en Afrique du Sud. Située à l'ombre de la Montagne de la Table dans la banlieue sud de la métropole, elle est la commune la plus humide du pays en raison de précipitations hivernales élevées dues à sa situation géographique. Elle abrite un certain nombre d'ambassades, d'écoles réputées (South African College School), une forêt (Newlands forest) et des équipements sportifs tels que le Newlands Cricket Ground et le Newlands Stadium.
Réputé pour être un faubourg verdoyant, Newlands est un quartier prestigieux traversé par le fleuve Liesbeek, source d'eau d'origine utilisé pour réaliser les premières bières d'Afrique australe. Le quartier abrite également le siège social de Ohlsson's Cape Breweries.

## Situation
Newlands se situe à 8km au sud-est du City Bowl de l'autre côté du versant de la Montagne de la Table. Il est délimité par la montagne de la Table à l'ouest, par Bishopscourt au sud, Claremont à l'est et Rondebosch au nord. Ses artères principales sont Union Avenue, Newlands Avenue et Rhodes Drive. 
Newlands est le lieu de résidence des résidents les plus fortunés de la ville du Cap. C'est dans ce quartier qu'est situé, au 12 Glenhof Road, la résidence de l'ambassadeur de France en Afrique du Sud.

## Démographie
Selon le recensement de 2011, le quartier compte 5 100 résidents, principalement issus de la communauté blanche (76,98 %). Les noirs représentent 8,88 % des habitants tandis que les coloureds, population majoritaire au Cap, représentent 5,92 % des résidents
Les habitants sont à 85,75 % de langue maternelle anglaise, à 7,43 % de langue maternelle afrikaans et à 1,49 % de langue maternelle xhosa.

## Historique
Avant l'arrivée des colons néerlandais en 1652, Newlands était une zone forestière de la péninsule du Cap fréquentée uniquement par les Khoïsan. En 1657, les Hollandais qui s'étaient établis sur la rive de la baie de la Table commencèrent à édifier des fermes dont les plus méridionales étaient situées dans des zones relevant de nos jours des faubourgs de Claremont et de Newlands. Willem Adriaan van der Stel, fils aîné du gouverneur Simon van der Stel, est l'un des premiers à y posséder une maison baptisé Nieuweland (aujourd'hui Newlands House). Pendant un temps, Newlands House (reconstruite en 1751) devient la résidence de campagne des gouverneurs successifs de la colonie du Cap tandis que les jardins acquièrent une notoriété légendaire en raison notamment de leur luxuriance.
Un village commence à se développer à partir de 1826. Un moulin à eau est construit sur la rivière Liebsbeek  en 1840 par un fermier suédois qui lui donne le nom de la reine de Suède (Josephine Mill). Construit pour la fabrication de la bière, il est classé monument national en 1986.
En 1860, Newlands est une banlieue rurale à la mode appréciée par les riches commerçants du Cap qui viennent y trouver le calme.
En 1886, Claremont et Newlands sont incorporées dans la nouvelle municipalité de Claremont, elle-même incorporée en 1913 dans la municipalité du Cap (City of Greater Cape Town).
En 2000, Newlands intègre, en tant que quartier de la ville du Cap, la nouvelle municipalité du Cap, au périmètre étendu à l'ensemble de la péninsule du Cap.

## Politique

Carte du quartier

La circonscription électorale de Newlands est constituée en 1910 lors de la formation de l'Union de l'Afrique du Sud. Acquise d'abord au parti unioniste (1910-1920) puis au parti sud-africain (1921-1933), la circonscription est abolie en 1933 et intégrée dans celle de Claremont.
Sur le plan local, Newlands est situé depuis 2000 dans le 20e arrondissement du Cap (Sub-council 20) et se partage en deux circonscriptions municipales : 
- la circonscription municipale 59 (Claremont au sud-est de paradise et de Protea Road, à l'ouest de la gare, au nord de Pine Street, Highwick Road et Herschel Road, à l'est de Edinburgh Drive - Kenilworth - Newlands - Rondebosch - Table Mountain) dont le conseiller municipal est Ian Iversen (Alliance démocratique)[2]
- la circonscription municipale 62 (Bishopscourt - Constantia - Fernwood - Plumstead à l'ouest de la ligne de chemin de fer - Porter Estate - Table Mountain - Trovato - Upper Newlands - Wynberg à l'ouest de la ligne de chemin de fer) dont le conseiller municipal est Elizabeth Brunette (Alliance démocratique)[3].

### Liste des députés de Newlands (1910-1933)
- Charles Frederick William Struben, premier député de Newlands (1910-1915)
- George Sheen Withinshaw (1915-1918)
- William Porter Buchanan (1919-1924)
- Richard Stuttaford (1924-1933).